# Собор Святого Григория Просветителя (Ереван)
Собор Святого Григория Просветителя (арм. Սուրբ Գրիգոր Լուսավորիչ մայր տաճար) — самый большой армянский собор, находящийся в Ереване. После собора Самеба (Святой Троицы) в Тбилиси, является самым большим в Закавказье.

## История
Собор построен в память 1700-летия принятия Арменией христианства как государственной религии, а также является хранилищем реликвий, связанных с Григорием Просветителем, первым Католикосом всех армян. Реликвии были завезены сюда из Неаполя, и после освящения храма Папа Римский Иоанн Павел II посетил собор.
Инициатива строительства собора принадлежит Гарегину I. Строительство началось в 1997 году с благословения Католикоса Всех армян Гарегина I. Освящение собора состоялось 23 сентября 2001 года.
Главная церковь комплекса была построена на пожертвования Алека Манукяна и его семьи. Строительство же двух других храмов финансировали Назар и Артемида Назаряны и Геворг и Линда Геворгяны. Спонсором строительства колокольни был Эдуардо Эрнекян.

## Архитектура
Собор состоит из трёх храмов: церковь Святого Трдата III (150 мест), церковь Святой Царицы Ашхен (150 мест) и сам собор с 1700 местами для сиденья. Названия для церквей были выбраны не случайно. Царь Трдат III и царица Ашхен помогли Святому Григорию Просветителю распространить христианскую веру в Армении.
Общая площадь комплекса составляет около 3822 квадратных метра, хотя высота собора от земли до основания креста составляет 54 метра. Архитектором храма является Степан Кюркчян.

## Галерея

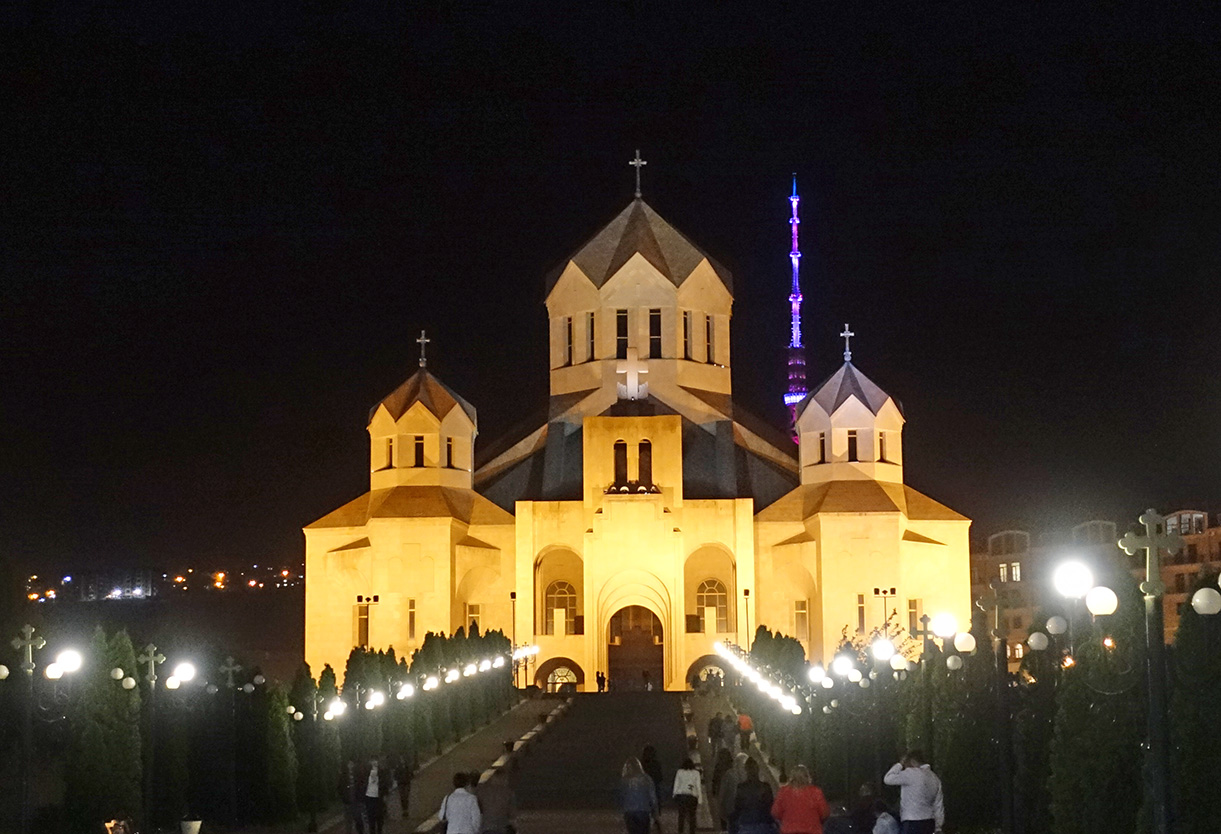
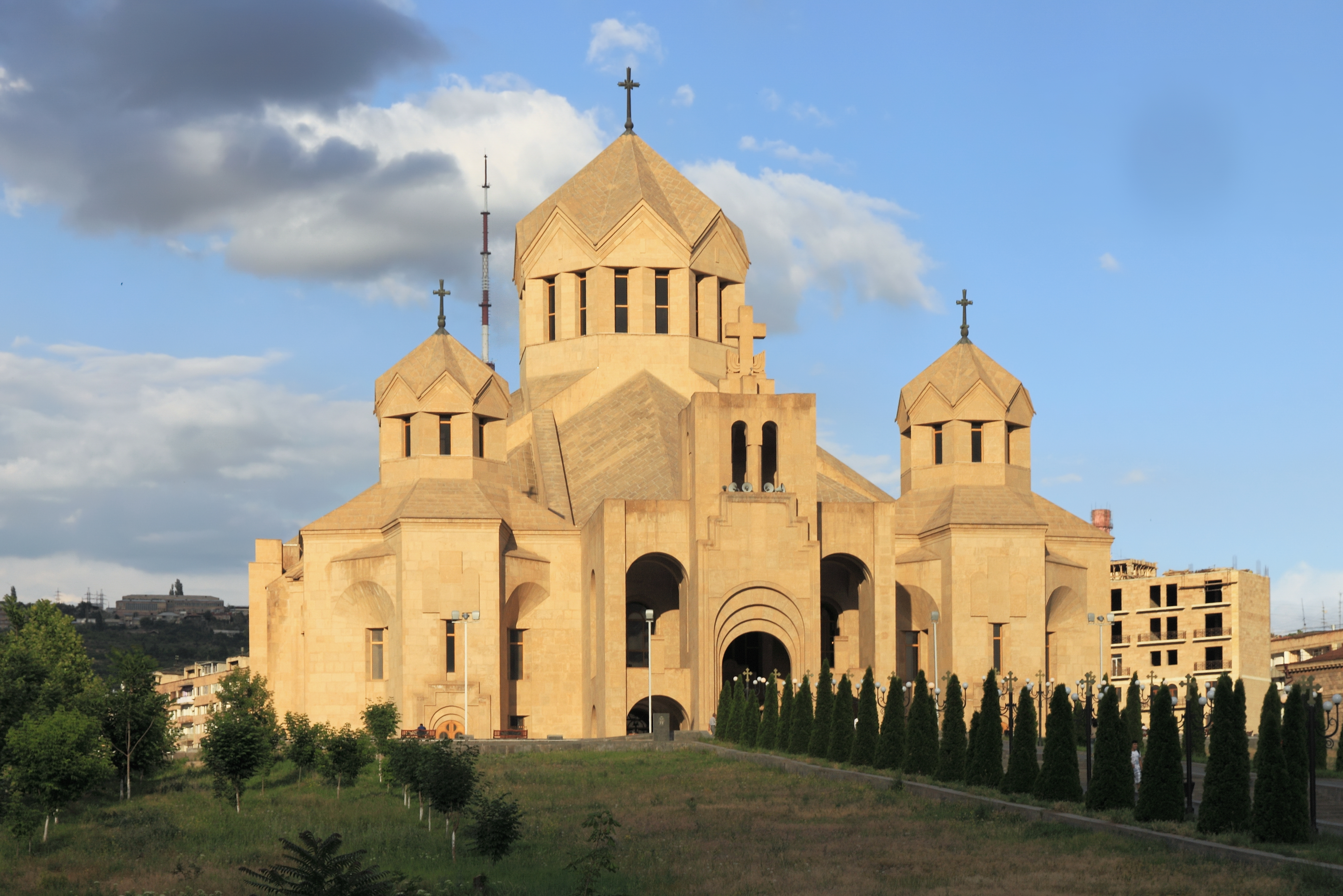
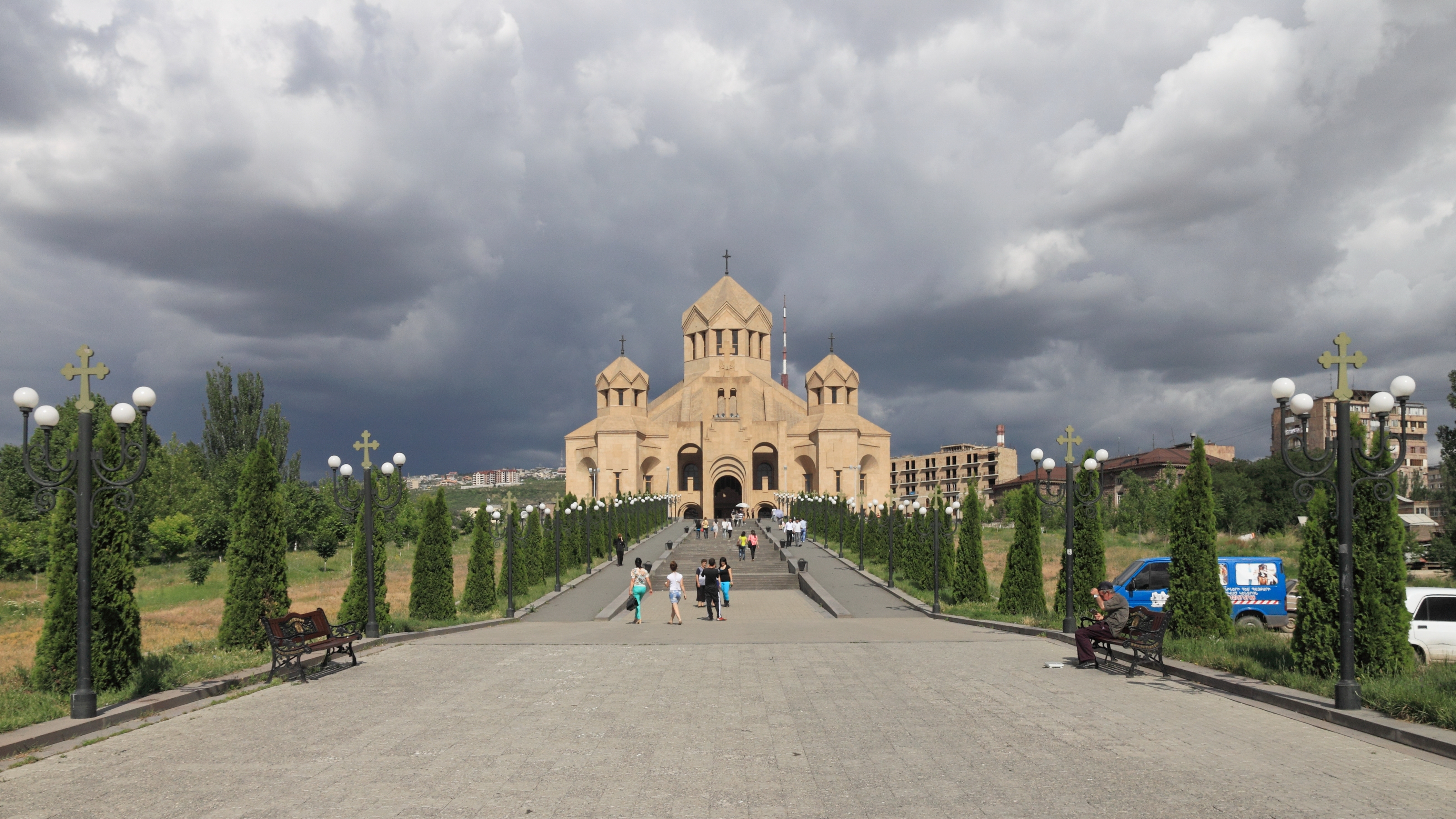
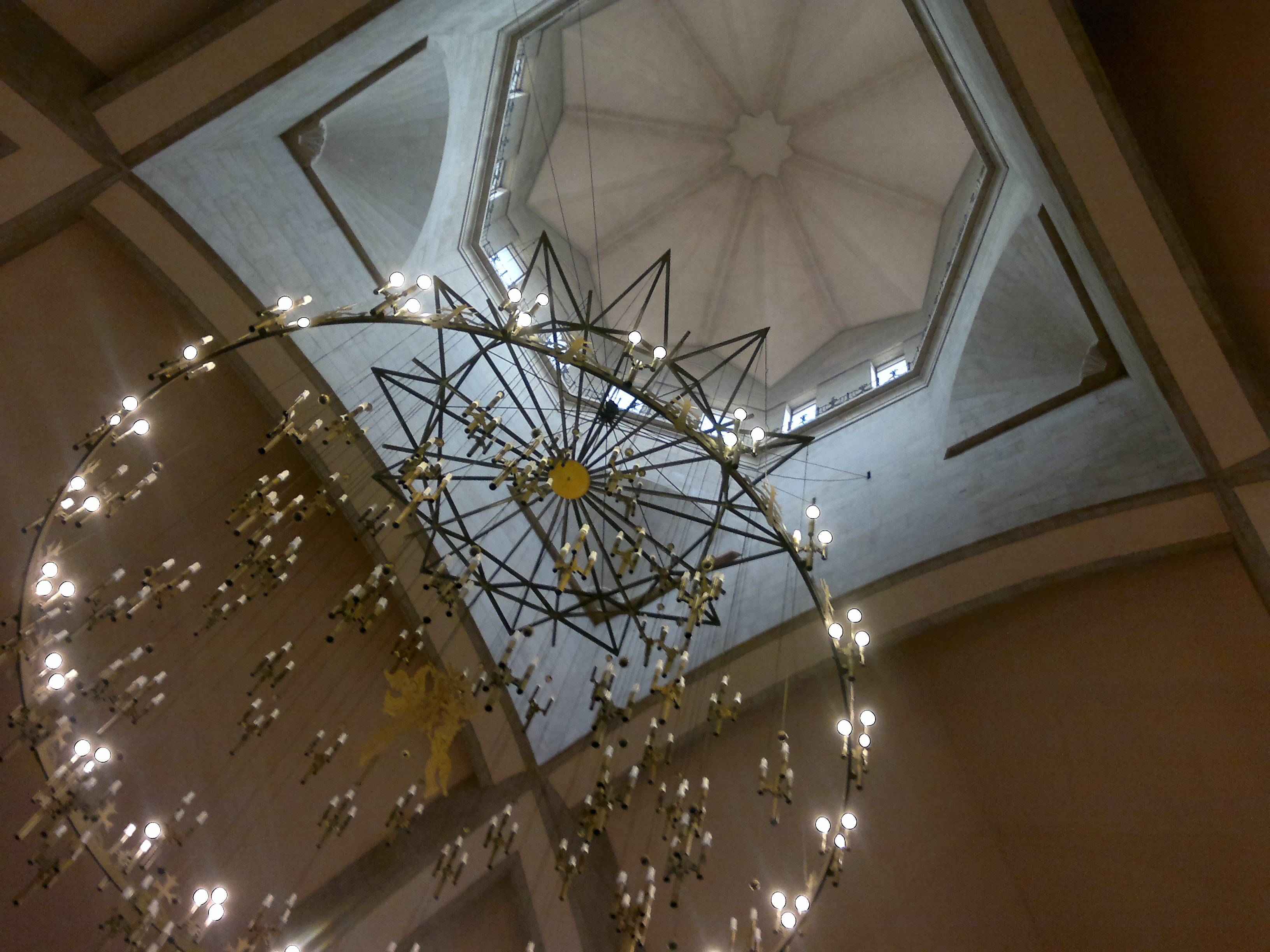
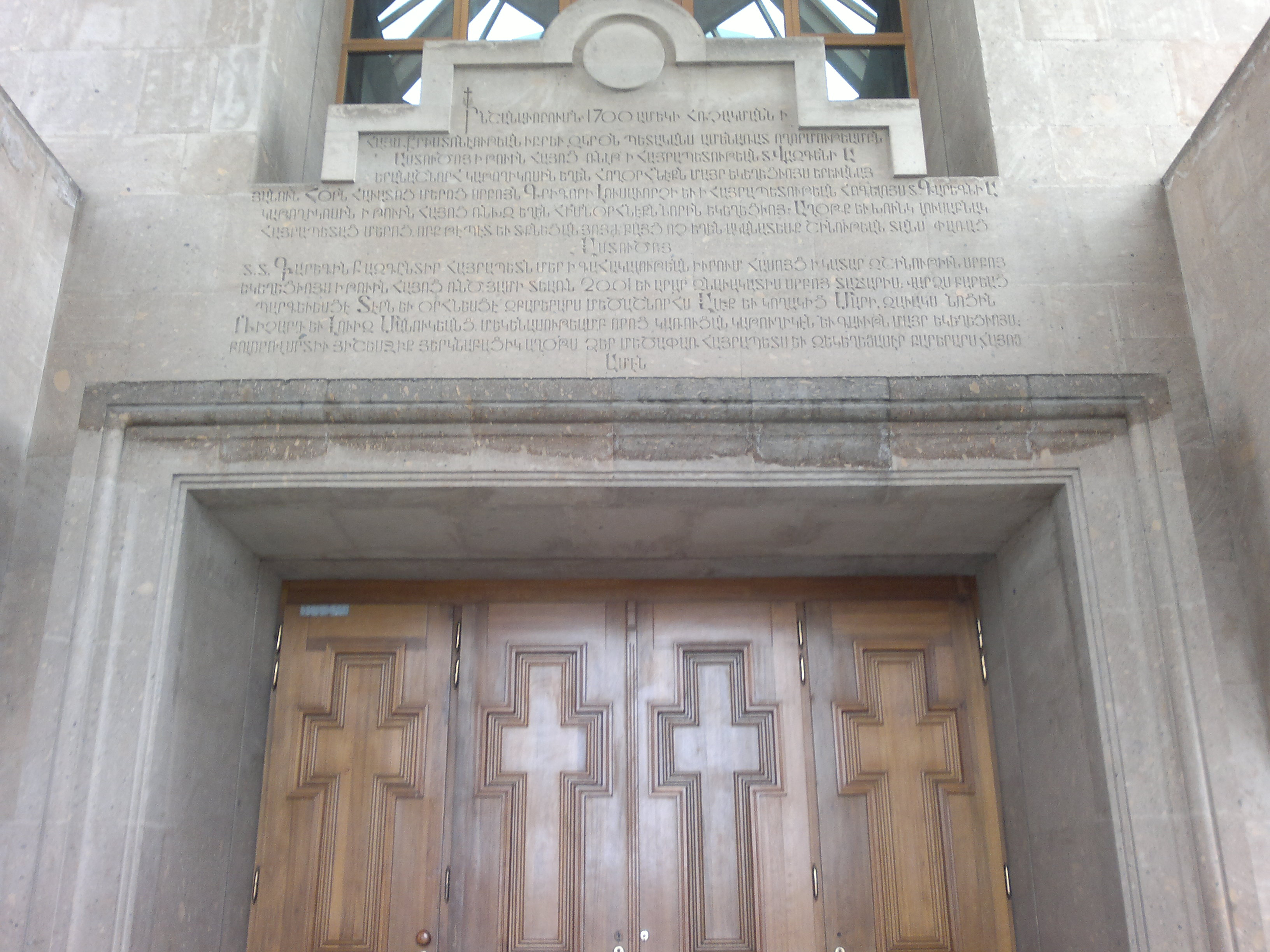
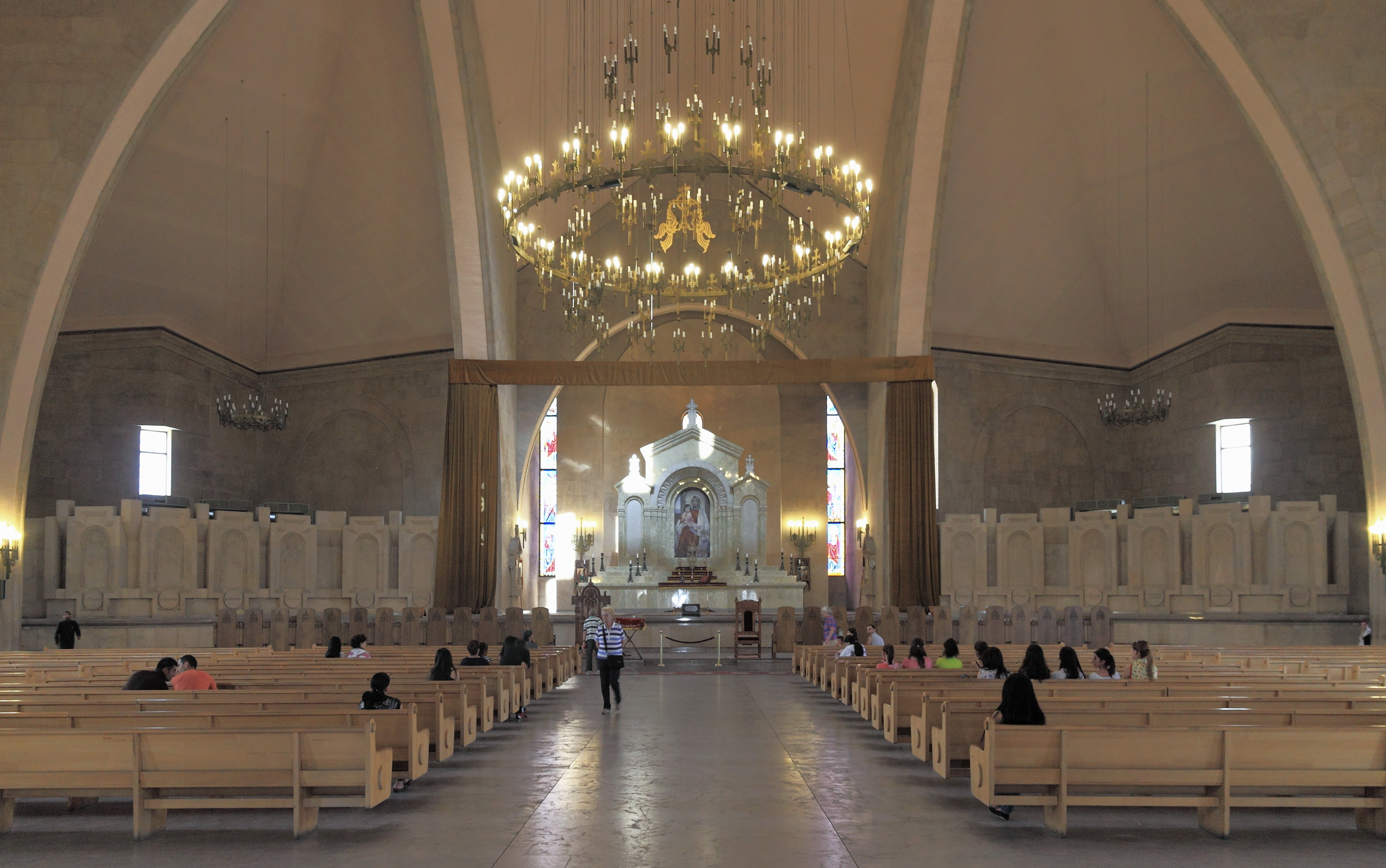
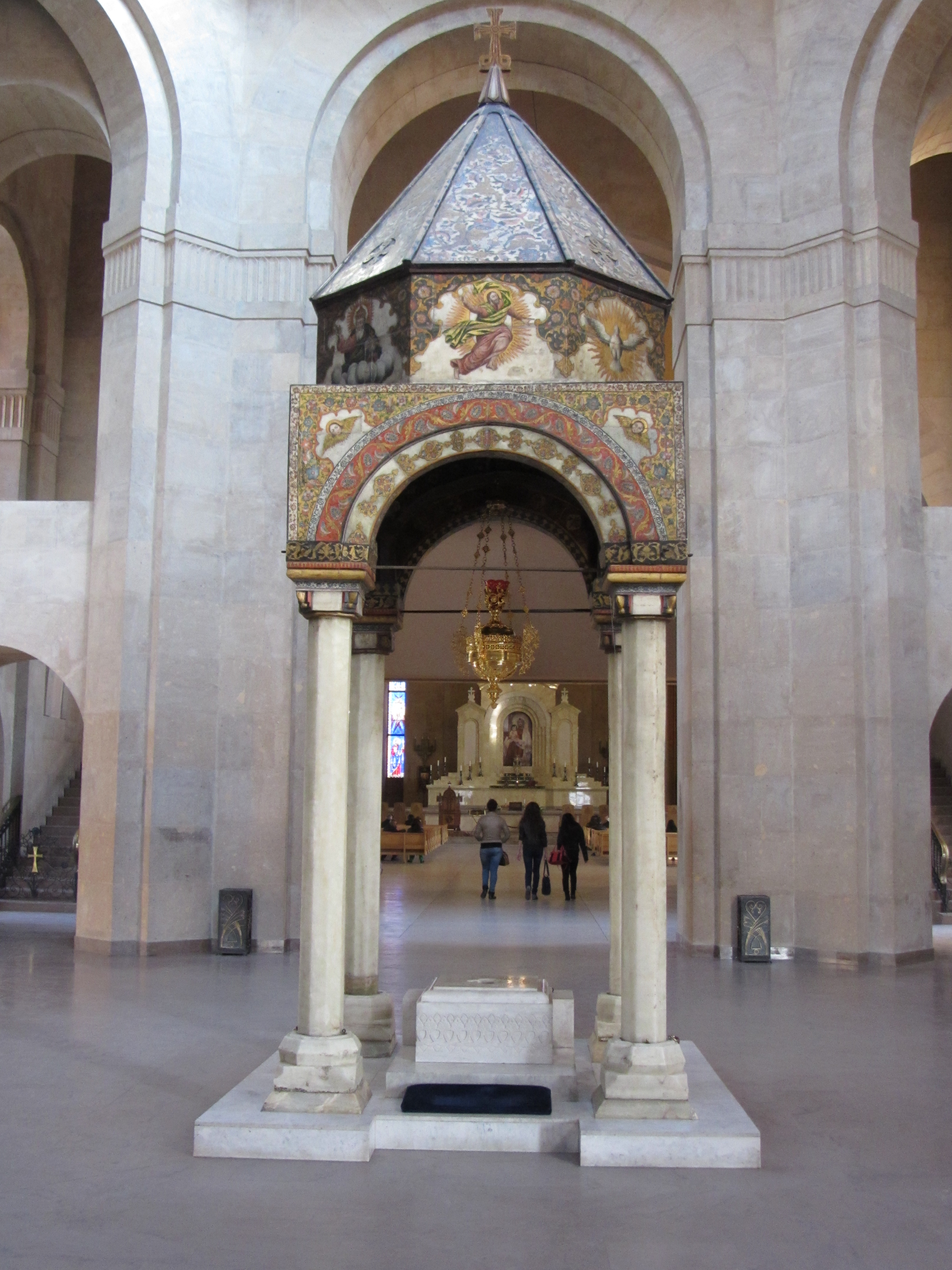